# Ullrich Dießner
Ullrich Dießner   (Meissen, 27 de desembre de 1954) és un remer alemany, ja retirat, que va competir sota bandera de la República Democràtica Alemanya durant les dècades de 1970 i 1980. És el germà bessó de Walter Dießner i l'oncle de Jörg Dießner, ambdós remers.
El 1976 va prendre part en els Jocs Olímpics d'Estiu de Mont-real, on guanyà la medalla de plata en la prova del quatre amb timoner del programa de rem. Formà equip amb Andreas Schulz, Rudiger Kunze, Walter Dießner i Johannes Thomas. Quatre anys més tard, als Jocs de Moscou, guanyà la medalla d'or en la mateixa prova. En aquesta ocasió formà equip amb Dieter Wendisch, Walter Dießner, Gottfried Dohn i Andreas Gregor.
En el seu palmarès també destaquen set medalles al Campionat del Món de rem, sis d'or entre el 1974 i el 1983, i una de plata, el 1975, sempre en el quatre amb timoner; a excepció de l'or de 1983 que fou en el dos amb timoner. També guanyà set campionats nacionals, cinc en el quatre amb timoner i dos en el dos amb timoner.
Després del boicot als Jocs Olímpics de Los Angeles de 1984 es va retirar.